# Elvis Walks Home
Elvis Walks Home – albańsko-brytyjski film fabularny z roku 2017 w reżyserii Fatmira Koçiego.

## Opis fabuły
Adaptacja oryginalnego scenariusza, napisanego przez walijskiego pisarza Jonathana Preece'a. Mickey, albański uchodźca mieszka w Londynie, gdzie pracuje jako imitator Elvisa Presleya. W czasie wojny w Kosowie w 1999 zabawia swoimi występami brytyjskie oddziały wojskowe. Kiedy pojawiają się problemy związane z jego występami ucieka w przebraniu Presleya i zostaje schwytany przez grupę dzieci, które uciekły przed wojną. Aby ocalić skórę przedstawia się jako lekarz, działający na zlecenie ONZ. Dzieci zmuszają go, aby zaprowadził je do obozu dla uchodźców.
Film został zaprezentowany na Międzynarodowym Festiwalu Filmowym w Montrealu.

## Obsada
- Dritan Kastrati jako Mickey
- Amos Muji Zaharia jako Drago
- Erand Hoxha jako De Niro
- Margent Caushi jako Zoran
- Romir Zalla jako Riko
- Enea Shinjatari
- Jona Anastasi
- Vivian Biagoni
- Lionel Boci
- Shkelqim Bunjaku
- Laura Çani
- Reis Çani
- Juli Emiri
- Ekan Gjinaj
- Maren Hoxha
- Mikel Jaku
- Sara Kapo
- Sara Kolami
- Klaus Laçi
- Barry Mollaghan
- Gledi Spahiu
- Nikol Shosha
- Armin Vargu
- Samuel Vargu

## Nagrody i wyróżnienia
- 2018: Międzynarodowy Festiwal Filmowy w Arizonie
  - specjalna nagroda jury

- 2018: Międzynarodowy Festiwal Filmowy w Kalkucie
  - nagroda CICFF

- 2018: Harlem International Film Festival
  - nagroda dla najlepszego filmu

- 2018: International Filmmaker Festival of World Cinema, Londyn
  - nagroda dla najlepszego aktora pierwszoplanowego (Dritan Kastrati)